# 코롬콘 FC
코롬콘 FC은 울란바토르를 연고로 하는 몽골의 축구단이다. 현재 몽골 1부 리그에 참가하고 있다.

## 우승
- 몽골 내셔널 프리미어리그: 2005, 2014
- MFF컵: 2012